# Anthotocus fugitivus
Anthotocus fugitivus är en skalbaggsart som beskrevs av Lea 1920. Anthotocus fugitivus ingår i släktet Anthotocus och familjen Melolonthidae. Inga underarter finns listade i Catalogue of Life.